# Мюфтюоглу, Эмель
Эме́ль Мюфтюоглу́ (тур. Emel Müftüoğlu), в девичестве — Мердивенджи́ (тур. Merdivenci; род. 14 октября 1961, Измир) — турецкая певица, автор песен, актриса

 кино и телевидения, и телеведущая.

## Биография и карьера
Эмель Мюфтюоглу, в девичестве Мердивенджи, родилась 14 октября 1961 года в Измире (Турция). Её отец родом из Афьонкарахисара, а мать — из Артвина. Она получала начальное и среднее образование в разных городах в связи с военной службой отца. Прежде чем стать певицей, она много лет работала чиновником ТЭК Афьонкарахисара.
В 1985 году Мюфтюоглу начала свою профессиональную музыкальную карьеру, заняв первое место на музыкальном конкурсе, организованном газетой «Güneş». После победы в конкурсе она стала сооснователем дуэта «Эмель-Эрдал» вместе с Эрдалом Челиком, занявшим второе место в том же конкурсе. В составе дуэта выпустила два музыкальных альбома: «Öyle Bir Aşk» (1985) и «Alaturka Benim Canım» (1988). В 1989 году дуэт распался и Мюфтюоглу начала сольную карьеру. Начиная с 1990 года, она выпустила девять музыкальных альбомов: «Karlar Düşer» (1990), «Faka Bastın» (1992), «Emel'ce» (1994), «Ruhun Duymaz» (1995), «Bana Özel» (1998), «Mucize» (2000), «Arabesk» (2002), «Çok Ayıp» (2004) и «Emel ile Yeniden» (2016), а также три мини-альбома: «Hovarda» (1995), «Eğlenilecek Kızlar Evlenilecek Kızlar» (2007) и «Gündem Yaratayım mı?» (2018). С 1991 года Мюфтюоглу также снимается в фильмах и телесериалах.
С 1981 по 1992 год Мюфтюоглу была замужем за адвокатом Огузом Мюфтюоглу. У бывших супругов есть дочь — Гюлиде Чагры Мюфтюоглу (род. 1 января 1983), ставшая певицей.